# Kolumbiai Konzervatív Párt
A Kolumbiai Konzervatív Párt (spanyolul Partido Conservador Colombiano) konzervatív párt, Kolumbia két legnagyobb politikai pártjának egyike (a Kolumbiai Liberális Párt mellett). A párt nem hivatalosan a dél-amerikai függetlenségi háborúk idején jött létre, hivatalos megalapítása 1849-ben történt.

## Ideológia és program
A párt ideológiájának alapelemei az Istenben való hit, a magántulajdon és a hagyományok tisztelete, a szabad kereskedelem, az élet és a család védelme és a kommunizmus elleni harc.
Jelenlegi programja szerint a párt célja a béke megteremtése, az ország egységének fenntartása, az 1991-ben elfogadott alkotmány hibáinak kijavítása az állam modernizációja érdekében, harc a szegénység és a munkanélküliség ellen, valamint a tulajdonjogok védelmének és a közbiztonságnak a javítása.

## Története
A pártot hivatalosan 1849. október 4-én alapították, amikor Mariano Ospina Rodríguez és José Eusebio Caro a La Civilización című lapban közzétették a párt politikai elveit ismertető deklarációt. Ebben felléptek az alkotmány és a jogrend védelmében a diktatúrával és a királysággal szemben, kiálltak a magántulajdonhoz való jog mellett a kommunizmus, és az Istenben való hit mellett az ateizmus ellenében, valamint támogatták a törvény előtti egyenlőséget.
Története során a párt általában az ország második legnagyobb politikai ereje volt a fő rivális Liberális Párt mögött, bár a Kongresszusba küldött képviselőinek száma jelentősen elmaradt az utóbbiétól. Gustavo Rojas Pinilla tábornok diktatúrájának megdöntése után, 1957 és 1971 között a két párt létrehozta a Nemzeti Frontot, amelynek keretében felváltva adták a köztársasági elnököt, annak érdekében, hogy visszaszorítsák a korábban egy évszázadon át jellemző véres politikai háborúskodást és megakadályozzák az újabb katonai diktatúra létrejöttét.
A Konzervatív Párt szoros szövetségese lett a 2002-ben megválasztott, a liberálisok közül kivált Álvaro Uribe köztársasági elnöknek, olyannyira, hogy a 2006-os választásokon nem állított saját jelöltet, hanem Uribét támogatta. Ugyanebben az évben a kongresszusi választásokon 29 képviselői helyet (166-ból) és 18 szenátori széket (100-ból) szerzett.